# Delitschia timagamensis
Delitschia timagamensis är en svampart som tillhör divisionen sporsäcksvampar, och som beskrevs av Roy Franklin Cain. Delitschia timagamensis ingår i släktet Delitschia, och familjen Delitschiaceae. Arten är reproducerande i Sverige.